# Instituto de Altos Estudos da Força Aérea
O Instituto de Altos Estudos da Força Aérea (IAEFA) era um estabelecimento de ensino superior militar que tinha por missão ministrar, aos oficiais dos quadros permanentes da Força Aérea Portuguesa, formação complementar para as funções de comando e estado-maior. Colaborava, também, no estudo das doutrinas (atualização e uniformização) a aplicar na Força Aérea Portuguesa.
O IAEFA localizava-se no complexo da Base Aérea n.º1, em Sintra. Era comandando por um tenente-general, com o título de "diretor" e dependia diretamente do Chefe do Estado-Maior da Força Aérea.

## História
O Instituto de Altos Estudos da Força Aérea tem origem na Escola de Estudos Superiores da Força Aérea (EESFA) criada por ordem do secretário de Estado da Aeronáutica, a 23 de novembro de 1966. A EESFA foi instalada na Base Aérea n.º 1, passando a ministrar os cursos de Comando e Estado-Maior para oficiais pilotos aviadores e de Chefia e Emprego Tático de Serviços para oficiais engenheiros, médicos e de intendência e contabilidade, bem como o Estágio de Aperfeiçoamento para oficiais pilotos navegadores, técnicos e do serviço geral.
Os cursos da EESFA foram reorganizados em 1971, passando a designar-se, respetivamente, "Curso Geral de Guerra Aérea", "Curso de Chefia de Serviços" e "Curso de Aperfeiçoamento". A própria designação da escola foi alterada para "Escola Superior da Força Aérea (ESFA)".
Em 1978, pelo Decreto-Lei n.º 318/78, de 4 de novembro, é criado o IAEFA em substituição da ESFA.
Em 2005, o IAEFA foi fundido com os institutos similares do Exército Português e da Marinha Portuguesa formando o Instituto de Estudos Superiores Militares.

## Cursos ministrados
À data da sua extinção, eram ministrados no Instituto de Altos Estudos da Força Aérea os seguintes cursos:
- Curso Básico de Comando - curso de promoção a capitão;
- Curso Geral de Guerra Aérea - curso para promoção a oficial superior;
- Curso Superior de Guerra Aérea - curso para promoção a oficial general.